# Seznam medailistů na halovém mistrovství Československa a Česka mužů a žen v běhu na 200 m
Toto je seznam medailistů na mistrovství Československé a České republiky v disciplíně běh na 200 m.

## Muži

### Běh na 100 m
| Rok          | Místo              | Zlato             | Výkon vítěze | Stříbro                                  | Bronz      |
| ------------ | ------------------ | ----------------- | ------------ | ---------------------------------------- | ---------- |
| HM ČSSR 1969 | Jablonec nad Nisou | Ladislav Kříž     | 10,5         | Luděk Bohman                             | Jiří Kynos |
| HM ČSSR 1970 | Jablonec nad Nisou | Jaroslav Matoušek | 11,0         | Jaromír Králík, Jan Slanina, Karel Málek | nikdo      |
| HM ČSSR 1989 | Jablonec nad Nisou | Jiří Valík        | 10,54        | Pavel Polomský                           | Luboš Ruda |

### Běh na 200 m
| Rok          | Místo              | Zlato           | Výkon vítěze   | Stříbro          | Bronz                       |
| ------------ | ------------------ | --------------- | -------------- | ---------------- | --------------------------- |
| HM ČSSR 1982 | Jablonec nad Nisou | Josef Lomický   | 22,08          | Michal Kapička   | Jiří Sachr                  |
| HM ČSSR 1983 | Jablonec nad Nisou | Josef Lomický   | 21,85          | Miroslav Turek   | Ľubomír Balošák             |
| HM ČSSR 1984 | Jablonec nad Nisou | Luboš Balošák   | 21,69          | Josef Lomický    | Zoltán Jurík                |
| HM ČSSR 1985 | Jablonec nad Nisou | Milan Bělošek   | 21,82          | Josef Lomický    | Luboš Chochlík              |
| HM ČSSR 1986 | Jablonec nad Nisou | Ivo Rýznar      | 22,14          | Pavel Polomský   | Milan Kalina                |
| HM ČSSR 1987 | Jablonec nad Nisou | Milan Bělošek   | 21,96          | Jiří Valík       | Pavel Polomský              |
| HM ČSSR 1988 | Jablonec nad Nisou | Pavel Polomský  | 21,94          | Přemysl Puchr    | Josef Lomický               |
| HM ČSSR 1989 | Jablonec nad Nisou | Běh na 100 m    | Běh na 100 m   | Běh na 100 m     | Běh na 100 m                |
| HM ČSSR 1990 | Praha              | Ivo Rýznar      | 21,52          | Luboš Ruda       | Walter Pilch                |
| HM ČSFR 1991 | Praha              | Walter Pilch    | 21,64          | Ivo Rýznar       | Luboš Ruda                  |
| HM ČSFR 1992 | Praha              | Jiří Valík      | 21,49          | Luboš Jošťák     | Walter Pilch                |
| HMR 1993     | Praha              | Jiří Valík      | 21,41          | Walter Pilch     | Jiří Ondráček               |
| HMR 1994     | Jablonec nad Nisou | Jiří Ondráček   | 21,93          | Walter Pilch     | Martin Duda                 |
| HMR 1995     | Praha              | Walter Pilch    | 21,81          | Jiří Ondráček    | Jiří Šveněk                 |
| HMR 1996     | Praha              | Martin Morkes   | 21,63          | Jiří Valík       | Jiří Šveněk                 |
| HMR 1997     | Praha              | Martin Morkes   | 21,23          | Tomáš Dřímal     | Walter Pilch                |
| HMR 1998     | Praha              | Martin Morkes   | 21,34          | Radek Zachoval   | Roman Zubek                 |
| HMR 1999     | Praha              | Martin Morkes   | 21,50          | Roman Zubek      | Jiří Vojtík                 |
| HMR 2000     | Praha              | Martin Morkes   | 21,69          | Štěpán Tesařík   | Martin Braniš               |
| HMR 2001     | Praha              | Radek Zachoval  | 20,80          | Jiří Vojtík      | Roman Zubek                 |
| HMR 2002     | Praha              | Radek Zachoval  | 20,91          | Jiří Vojtík      | Roman Zubek                 |
| HMR 2003     | Bratislava         | Jiří Mužík      | 21,65          | Filip Klvaňa     | Jaroslav Čech               |
| HMR 2004     | Praha              | Jiří Vojtík     | 21,22          | Jaroslav Čech    | Rudolf Götz                 |
| HMR 2005     | Praha              | Rudolf Götz     | 21,37          | Jindřich Šimánek | Ondřej Kozlovský            |
| HMR 2006     | Praha              | Jiří Vojtík     | 21,13          | Rudolf Götz      | Vojtěch Šulc                |
| HMR 2007     | Praha              | Jiří Vojtík     | 21,05          | Jan Schiller     | Lukáš Mánek                 |
| HMR 2008     | Praha              | Jiří Vojtík     | 21,05          | Petr Szetei      | Jan Schiller                |
| HMR 2009     | Praha              | Vojtěch Šulc    | 21,53          | Lukáš Šťastný    | Jiří Faist                  |
| HMR 2010     | Praha              | Josef Prorok    | 21,39          | Pavel Maslák     | Theodor Jareš               |
| HMR 2011     | Praha              | Pavel Maslák    | 21,38          | Lukáš Šťastný    | Götz Rudolf                 |
| HMR 2012     | Praha              | Jiří Vojtík     | 21,55          | Patrik Šorm      | Radek Fischer               |
| HMR 2013     | Praha              | Jan Jirka       | 21,25          | Vojtěch Šulc     | Lukáš Šťastný a Petr Szetei |
| HMR 2014     | Praha              | Pavel Maslák    | 20,52 Rek. HMR | Jan Jirka        | Petr Lichý                  |
| HMR 2015     | Praha              | Jan Jirka       | 20,85          | Jiří Kubeš       | Michal Tlustý               |
| HMR 2016     | Ostrava            | Pavel Maslák    | 20,78          | Jiří Polák       | Michal Tlustý               |
| HMR 2017     | Praha              | Pavel Maslák    | 20,57          | Jan Jirka        | Patrik Šorm                 |
| HMR 2018     | Praha              | Pavel Maslák    | 20,90          | Jan Jirka        | Patrik Šorm                 |
| HMR 2019     | Ostrava            | Daniel Vejražka | 21,50          | Michal Tlustý    | Tomáš Němejc                |
| HMR 2020     | Ostrava            | Eduard Kubelík  | 21,26          | Jiří Kubeš       | Vít Müller                  |
| HMR 2021     | Ostrava            | Pavel Maslák    | 20,84          | Jan Jirka        | Jiří Polák                  |
| HMR 2022     | Ostrava            | Eduard Kubelík  | 21,03          | Jiří Kubeš       | Ondřej Macík                |
| HMR 2023     | Ostrava            | Ondřej Macík    | 20,90          | Jiří Polák       | Eduard Kubelík              |
| HMR 2024     | Ostrava            | Tomáš Němejc    | 20,82          | Ondřej Macík     | Jan Jirka                   |
| HMR 2025     | Ostrava            | Tomáš Němejc    | 20,65          | Ondřej Macík     | Eduard Kubelík              |

## Ženy

### Běh na 100 m
| Rok          | Místo              | Zlato               | Výkon vítěze | Stříbro                        | Bronz             |
| ------------ | ------------------ | ------------------- | ------------ | ------------------------------ | ----------------- |
| HM ČSSR 1969 | Jablonec nad Nisou | Eva Putnová         | 12,0         | Zuzana Glossová                | Anna Řezáčová     |
| HM ČSSR 1970 | Jablonec nad Nisou | Jitka Potrebuješová | 12,0         | Eva Putnová a Marcela Bubáková | nikdo             |
| HM ČSSR 1989 | Jablonec nad Nisou | Monika Špičková     | 11,51        | Erika Suchovská                | Renata Černochová |

### Běh na 200 m
| Rok          | Místo              | Zlato                 | Výkon vítěze   | Stříbro               | Bronz               |
| ------------ | ------------------ | --------------------- | -------------- | --------------------- | ------------------- |
| HM ČSSR 1982 | Jablonec nad Nisou | Soňa Tomová           | 24,65          | Monika Tallová        | Renata Černochová   |
| HM ČSSR 1983 | Jablonec nad Nisou | Renata Černochová     | 24,07          | Emília Danišková      | Martina Raabová     |
| HM ČSSR 1984 | Jablonec nad Nisou | Renata Černochová     | 24,76          | Emília Danišková      | Eva Fabiánová       |
| HM ČSSR 1985 | Jablonec nad Nisou | Emília Daníšková      | 24,35          | Naděžda Bónová        | Jana Niková         |
| HM ČSSR 1986 | Jablonec nad Nisou | Monika Špičková       | 24,80          | Jana Niková           | nikdo               |
| HM ČSSR 1987 | Jablonec nad Nisou | Monika Špičková       | 24,66          | Jana Niková           | Zuzana Toporcerová  |
| HM ČSSR 1988 | Jablonec nad Nisou | Monika Špičková       | 24,43          | Erika Suchovská       | Naděžda Tomšová     |
| HM ČSSR 1989 | Jablonec nad Nisou | Běh na 100 m          | Běh na 100 m   | Běh na 100 m          | Běh na 100 m        |
| HM ČSSR 1990 | Praha              | Erika Suchovská       | 23,73          | Monika Špičková       | Šárka Pundyová      |
| HM ČSFR 1991 | Praha              | Monika Špičková       | 23,97          | Renata Černá          | Karolína Severová   |
| HM ČSFR 1992 | Praha              | Monika Špičková       | 23,83          | Andrea Zsideková      | Šárka Pundyová      |
| HMR 1993     | Praha              | Hana Benešová         | 24,01          | Monika Špičková       | Denisa Němcová      |
| HMR 1994     | Jablonec nad Nisou | Hana Benešová         | 24,22          | Zdeňka Mušínská       | Štěpánka Klapáčová  |
| HMR 1995     | Praha              | Naděžda Koštovalová   | 24,03          | Hana Benešová         | Štěpánka Klapáčová  |
| HMR 1996     | Praha              | Štěpánka Klapáčová    | 24,38          | Zuzana Peichlová      | Zuzana Pastušková   |
| HMR 1997     | Praha              | Erika Suchovská       | 23,89          | Markéta Pernická      | Zdeňka Mušínská     |
| HMR 1998     | Praha              | Hana Benešová         | 23,61          | Zuzana Peichlová      | Lenka Ostravská     |
| HMR 1999     | Praha              | Erika Suchovská       | 23,50          | Hana Benešová         | Markéta Pernická    |
| HMR 2000     | Praha              | Helena Fuchsová       | 24,06          | Lenka Ficková         | Štěpánka Loučková   |
| HMR 2001     | Praha              | Štěpánka Klapáčová    | 24,01          | Pavla Andrýsková      | Jana Hajná          |
| HMR 2002     | Praha              | Štěpánka Klapáčová    | 23,84          | Kristina Bažatová     | Kristýna Šubrtová   |
| HMR 2003     | Bratislava         | Hana Benešová         | 23,62          | Lenka Ficková         | Kristina Bažatová   |
| HMR 2004     | Praha              | Hana Benešová         | 23,61          | Kristina Bažatová     | Lenka Ostravská     |
| HMR 2005     | Praha              | Kristina Bažatová     | 24,53          | Jana Polívková        | Lenka Ostravská     |
| HMR 2006     | Praha              | Štěpánka Klapáčová    | 24,15          | Kristina Bažatová     | Jitka Bartoničková  |
| HMR 2007     | Praha              | Kateřina Čechová      | 24,04          | Štěpánka Klapáčová    | Iveta Mazáčová      |
| HMR 2008     | Praha              | Kateřina Čechová      | 24,04          | Kristina Bažatová     | Monika Táborská     |
| HMR 2009     | Praha              | Kateřina Čechová      | 24,30          | Kristina Bažatová     | Iveta Mazáčová      |
| HMR 2010     | Praha              | Kateřina Čechová      | 24,03          | Zuzana Hejnová        | Zuzana Bergrová     |
| HMR 2011     | Praha              | Zuzana Hejnová        | 24,17          | Monika Táborská       | Jana Slaninová      |
| HMR 2012     | Praha              | Denisa Rosolová       | 23,73          | Iveta Mazáčová        | Jana Slaninová      |
| HMR 2013     | Praha              | Denisa Rosolová       | 23,51          | Zuzana Hejnová        | Barbora Procházková |
| HMR 2014     | Praha              | Denisa Rosolová       | 23,43          | Barbora Procházková   | Jana Slaninová      |
| HMR 2015     | Praha              | Denisa Rosolová       | 23,74          | Kristýna Kobiánová    | Marcela Pírková     |
| HMR 2016     | Ostrava            | Jana Slaninová        | 24,23          | Barbora Procházková   | Barbora Dvořáková   |
| HMR 2017     | Praha              | Denisa Rosolová       | 23,68          | Barbora Dvořáková     | Zuzana Hejnová      |
| HMR 2018     | Praha              | Alena Symerská        | 23,81          | Jana Slaninová        | Kateřina Vávrová    |
| HMR 2019     | Ostrava            | Jana Slaninová        | 23,81          | Barbora Šplechttnová  | Barbora Dvořáková   |
| HMR 2020     | Ostrava            | Lada Vondrová         | 23,77          | Martina Hofmanová     | Barbora Šplechtnová |
| HMR 2021     | Ostrava            | Marcela Pírková       | 23,24          | Barbora Šplechtnová   | Nikoleta Jíchová    |
| HMR 2022     | Ostrava            | Natálie Kožuškaničová | 23,81          | Marcela Pírková       | Štěpánka Kolářová   |
| HMR 2023     | Ostrava            | Lada Vondrová         | 23,36          | Natálie Kožuškaničová | Štěpánka Kolářová   |
| HMR 2024     | Ostrava            | Lurdes Gloria Manuel  | 23,72          | Johanka Šafářová      | Pavla Kvasničková   |
| HMR 2025     | Ostrava            | Lurdes Gloria Manuel  | 23,21 Rek. HMR | Barbora Šplechtnová   | Lada Vondrová       |